# Joel Pinheiro da Fonseca
Joel Pinheiro da Fonseca (Cambridge, 22 de junho de 1985) é um economista e bacharel em filosofia brasileiro nascido no Reino Unido. É colunista do jornal Folha de S.Paulo e da revista Exame. É filho do também economista Eduardo Giannetti.

## Biografia
Formou-se em economia pelo Insper em 2007 e em filosofia pela Universidade de São Paulo (USP) em 2008, é mestre em filosofia também pela USP. Trabalha como escritor, palestrante, editor de uma publicação semestral de filosofia e arte. Integrou as bancadas dos programas Jovem Pan 3 em 1 e Morning Show, da Rádio Jovem Pan, da qual saiu em 2021. Em 2023, foi comentarista do programa CNN Arena, da CNN Brasil. Em junho de 2024, foi contratado pelo Grupo Globo para atuar como comentarista da GloboNews. Em 8 de julho de 2024, estreou como comentarista do programa Estúdio i, da GloboNews.

## Política
Joel se considera um liberal, defensor do livre mercado e de pautas sociais progressistas. É palestrante em eventos sobre pautas liberais e escreve sobre o tema em suas colunas. Faz parte do grupo Students for Liberty e contribui por tempo limitado com o conteúdo das redes sociais do Partido Novo. Apesar de não haver anunciado pretensões políticas, Fonseca diz não rejeitar a possibilidade de candidatar-se a cargo eletivo.

## Livro
- Deus não é mais brasileiro (2023) — ISBN 978-6589850632[13]